# Erythroxylum rignyanum
Erythroxylum rignyanum là một loài thực vật có hoa trong họ Erythroxylaceae. Loài này được Baill. mô tả khoa học đầu tiên năm 1886.